# Bandera de la Discapacitat
La Bandera de Discapacitat, Bandera de Superació o Bandera dels Drets de les Persones amb Discapacitat és la bandera que representa a totes les persones que tenen una discapacitat. Va ser creat pel ballarí valencià Eros Recio a 2017. La bandera va ser presentada a l'Organització de les Nacions Unides.

## Història
En el Dia Internacional de les Persones amb Discapacitat, el 3 de desembre de 2017, parlamentaris de països llatinoamericans es van reunir en una assemblea plenària a Perú. Per aclamació, van declarar que la Bandera és el símbol de totes les persones amb discapacitat. El mateix dia es va lliurar la bandera a la seu europea de les Nacions Unides. Nombroses ciutats i municipis espanyols llueixen la Bandera de la Discapacitat en el Dia Internacional de les Persones amb Discapacitat. Per exemple, el 2018 es va decidir mostrar la bandera a la ciutat de Santa Cruz de la Palma a l'illa canària de La Palma. El 17 de juliol de 2018, Recio va actuar en un esdeveniment oficial a Miami amb el suport de Bryan's Art Foundation, una organització d'artistes amb discapacitats als Estats Units. El 3 de desembre del 2018, la bandera va ser adoptada pel Foment d'Esportistes amb Reptes (FER), una organització esportiva olímpica i paralímpica a Espanya.

## Significat
Segons Eros Recio, els colors or, platejat i bronze representen els tres tipus principals de discapacitats: discapacitats físiques, intel·lectual/psicosocial i sensorials. La bandera en el seu conjunt representa tots els tipus de discapacitat. El ballarí destaca la gran importància de la bandera, especialment per al concepte dels Jocs Paralímpics.
El 12 de desembre de 2019, Eros Recio va participar en un acte oficial del Col·legi de l'Art Major de la Seda de València, a través de el qual es va realitzar una Bandera de la Superació i la Discapacitat de seda. Afegit a l'exposició. En aquesta ocasió, Recio va reiterar la seva declaració en un discurs que aquesta bandera representa a totes les persones amb discapacitat. Literalment va dir:
| «             | (Espanyol) Es un gran orgullo que la institución del Colegio del Arte Mayor de la Seda, que en su día fue el motor industrial de toda Valencia, haya solemnizado la bandera con la auténtica seda de nuestra más arraigada tradición. Con esta bandera vamos a dar al mundo un mensaje de inclusión, solidaridad y libertad. Muchas gracias en nombre de todas las personas con discapacidad del planeta. | (Català) És un gran orgull que la institució del Col·legi de l'Art Major de la Seda, que al seu dia va ser el motor industrial de tota València, hagi solemnitzat la bandera amb l'autèntica seda de la nostra més arrelada tradició. Amb aquesta bandera donarem a el món un missatge d'inclusió, solidaritat i llibertat. Moltes gràcies en nom de totes les persones amb discapacitat del planeta. | » |
| — Eros Recio, | | |   |

Durant l'acte, s'esmenta l'addició d'una nova definició per a la bandera. "Bandera de la Superació". La raó d'això és emfatitzar el caràcter inspirador de la bandera i evitar la segregació social típica de la discriminació capacitiva.
A més, es van obsequiar petites banderes de discapacitat a diversos participants en reconeixement de la seva tasca social: Vicente Genovés, president del Col·legi de l'Art Major de la Seda; Josep Maria Chiquillo, president de la Xarxa Internacional de la Ruta de la Seda de la UNESCO; Arantxa Roig de la Fundació Roig Alfonso; Teresa Navarro d'Aspaym CV (les dues últimes són organitzacions de persones amb discapacitat) i l'escriptora Carmen Carrasco.
El disseny de la bandera i el seu concepte van ser inspirats i influenciats per moviments socials com la comunitat LGBT+. Eros Recio explica que la idea de la bandera va sorgir després que va saber que no existia una bandera per representar a les persones amb discapacitat com a grup.